# Bon Bini Holland 2
Bon Bini Holland 2 is een Nederlandse filmkomedie uit 2018 geregisseerd door Jon Karthaus. De film ging op 13 december 2018 in première en is een vervolg op de film Bon Bini Holland uit 2015.

## Verhaal
De film volgt Robertico en Noëlla, die, na het avontuur van de eerste film, een relatie hebben, en samenwonen op Curaçao. Robertico is dolgelukkig en wil haar zelfs ten huwelijk vragen. Net op dat moment echter besluit Noëlla dat ze toe is aan een "time-out" en vertrekt ze vervolgens naar Nederland. Robertico is vastbesloten om haar voor zich terug te winnen en besluit haar achterna te vliegen. In Nederland krijgt hij echter te maken met concurrentie.

## Rolverdeling
| acteur               | personage                                                |
| -------------------- | -------------------------------------------------------- |
| Jandino Asporaat     | Robertico / Rajesh / Judeska / Sydney / Gerrie / Ahmet / |
| Liliana de Vries     | Noëlla Maduro                                            |
| Julie Croiste        | directeur FC Kip                                         |
| Steef de Bot         | Christiaan                                               |
| Guido Pollemans      | Jos                                                      |
| Sergio IJssel        | Norwin / Noltie                                          |
| Alpha Oumar Barry    | Kofi                                                     |
| Phi Nguyen           | Ping Ping                                                |
| Dennis Rudge         | Ken Maduro                                               |
| Lone van Roosendaal  | Sylvia Maduro                                            |
| Murth Mossel         | agent Greg                                               |
| Hef                  | agent Darryl                                             |
| Pim Lambeau          | Mrs. Goldschmeding                                       |
| Timor Steffens       | zichzelf                                                 |
| Ruben Nicolai        | zichzelf, als presentator van RTL Boulevard              |
| Murat Toker          | kledingmaker                                             |
| Evert van der Meulen | piloot Pieter                                            |
| Stijn Fransen        | stewardess                                               |
| Bert Hana            | verlegen man                                             |
| Wil van der Meer     | gastheer                                                 |
| Arthur Roffelsen     | serveerder                                               |
| Sarah Jonker         | Anne Fleur                                               |
| Sarah Chronis        | moeder van gezin                                         |
| Jelle de Jong        | vader van gezin                                          |
| Sharai Troostwijk    | dochter van gezin                                        |
| Michiel Rampaart     | klant                                                    |
| Doortje Kleinrensink | vrouw                                                    |
| Marcel Zwoferink     | gevangene                                                |
| Sylvana IJsselmuiden | gastvrouw van veiling                                    |
| Guus Voogt           | Schiphol steward                                         |

## Achtergrond

### Productie
Na het succes van de eerste film Bon Bini Holland in 2015, maakte productiemaatschappij Kaap Holland Film op 17 mei 2016 tijdens het festival van Cannes bekend te werken aan een vervolgfilm. De opnames van de film gingen in oktober 2017 van start onder leiding van regisseur Jon Karthaus, die regisseur Jelle de Jonge van de eerste film opvolgt. Op 11 oktober 2018 werd de eerste trailer van de film gedeeld.

### Ontvangst
Bon Bini Holland 2 ging vervolgens op 13 december 2018 in première. Binnen drie weken na de première werd de film op 31 december 2018 bekroond met een Platina Film voor het behalen van 400.000 bezoekers. Door het succes van de film werd hij ook uitgebracht in België, op de ABC-eilanden en in Suriname.
De film won in oktober 2019 een Gouden Kalf in de categorie Publiek.

## Trivia
- Rapgroep Broederliefde en Nelson Freitas verzorgde de titelsong van de film.[9]